# پیمان فرار
پیمان فرار (به اسپانیایی: Pacto de fuga) یک فیلم شیلیایی محصول سال ۲۰۲۰، ساخته کارگردان داوید آلبالا است.

## واقعه تاریخی
این الهام گرفته از وقایع رخ داده در فرار از زندان است که در تاریخ ۳۰ ژانویه ۱۹۹۰ در زندان عمومی سانتیاگو اتفاق افتاد، این رخداد به عملیات موفقیت معروف است.در این رخداد ۴۹ زندانی زندان عمومی سانتیاگو، از جمله چندین عضو جبهه میهنی مانوئل رودریگز که به دلیل اقدامات مسلحانه ای که در دوران دیکتاتوری نظامی اتفاق افتاده بود، از جمله هفت نفر که به جرم حمله علیه آگوستو پینوشه به اعدام محکوم شده بودند از زندان گریختند.

## توضیحات
در طی سالهای آخر رژیم نظامی، گروهی از شبه نظامیان FPMR با برنامه‌ریزی و اجرای یک نقشه پنجاه زندانی سیاسی از زندان عمومی سانتیاگو را انجام دادند. ۲۴ زندانی یک تونل به طول بیش از ۸۰ متر حفر کردند و تنها با استفاده از یک پیچ گوشتی توانستند ۵۵ تن از خاک زمین را در طی بیش از یک سال حفر کنند و خاک را در پشت‌بام زندان پنهان کنند. این طرح مشمول، انتخاب یک گروه قابل اعتماد، اجتناب از ناراحتی‌های معمول چنین کاری و حفظ رازداری بود تا کشف نشود. نه زندانیان عادی در سلول‌های مجاور و نه ژاندارم‌هایی که روزانه آنها را تماشا می‌کردند، نقشه را کشف نکردند. سرانجام ۴۹ زندانی موفق شدند در یکی از شگفت‌آورترین فرارهای تاریخ جنایی شیلی به آزادی برسند.

## خلاصه داستان
در اواخر دورهٔ دیکتاتوری پینوشه، زندانیان سیاسی جدید به زندان عمومی سانتیاگو می‌رسند. در میان آنها لئون وارگاس (بنخامین بیکونیا) و رافائل جیمنز (روبرتو فاریاس) سعی می‌کنند سلولهای خاصی را برای برقراری ارتباط به دست آورند، اما در توزیع این وارگاس‌ها، او دیر می‌رسد، که باعث ایجاد تضاد بر سر برنامه‌هایی می‌شود که آنها ارائه داده‌اند.
همزمان دادستان آندرئا (ماتئو ایریبارن) و سرپرست زندان (ویلی سملر) و وکیل مدافع، فابیلو پیزارو (آمپارو نوگوئرا) از CODEPU برای دیدن وضعیت زندانیان می‌آید.
زندانیان با محاسبه اینکه برای رسیدن به هدف خود باید ۵۰ تن زمین را حفر کنند، نقشه‌کشی یک تونل و پیش‌بینی مشکلات آن را آغاز می‌کنند. آنها تصمیم می‌گیرند سوراخی در سقف سلول ایجاد کنند تا خاک‌های کنده شده ر بر روی سقف پنهان کنند. آنها یک قطعه دیوار کاذب ایجاد می‌کنند تا سوراخ را بپوشاند. با رویه‌های مختلف آنها می‌توانند با رنگی مشابه دیوار مهر و موم کرده تا مبادا زندانبانان و زندانیان دیگر به آنها شک کنند. آنها یک سری سیگنال‌های مخفی ایجاد می‌کنند تا به یکدیگر هشدار دهند و کار را به اتمام برسانند. پائولینا بئزا (فرانسیسکا گاویلان)، همسر سابق رافائل جیمنز، جبهه طلب، کسی است که با سایر اعضای FPMR و حزب کمونیست رشته‌ها را برای کمک لجستیکی از بیرون از زندان به زندانیان هنگام فرار کمک می‌رساند.
در هنگام ملاقات‌های خانوادگی، درگیری و احترام هر یک به ایده‌های انقلابی خود، با روابط پرتنش خانوادگی، ایجاد خواهد شد. موقعیت‌های مختلفی از جمله: زوج‌های جدا شده، اقوامی که گزینه‌های سیاسی را نمی‌فهمند، چشم‌انداز بدبینانه نسبت به آینده، رنج فرزندان و غیره وجود دارد.

## بازیگران
- بنخامین بیکونیا به عنوان لئون وارگاس.
- روبرتو فاریاس در نقش رافائل خیمنز.
- ویکتور مونترو به عنوان ژرمن سانچز.
- فرانسیسکا گاویلان به عنوان پائولینا بئزا.
- آمپارو نوگوئرا در نقش فابیولا پیزارو.
- دیگو رویز مانند اسکار لیرا.
- اسبیو آرناس مانند دکتر پاتریشیو ولاسکز.
- متیو ایریبارن به عنوان دادستان آندرئا.
- ویلی سملر به عنوان سرپرست جورقرا.
- پاتریشیو کنتراس مانند رودولفو ترنیسیه.
- روبرتو پنا در نقش لالو سوتومایور.
- پابلو تیلیر در نقش ماریو کوزادا.
- گونزالو کانلو به عنوان «سبیل».
- لوئیس دوبو در نقش هوگو سالگادو.
- هوگو مدینه به عنوان پدر جرارد فیوت.
- کریستین کواوادو به عنوان ژاندارم ال پروو.
- مائوریسیو روخاس به عنوان ژاندارم ال موزو.
- ادینسون دیاز به عنوان ژاندارم براولیو کاسترو.
- خوزه لوئیز آگیلرا به عنوان ژاندارم کارپوکر.
- کاتالینا مارتین به عنوان کوئنا.
- خورخه آنتیزانا به عنوان پانچو آنتیلف.
- ادواردو ریس در نقش امیلیو مونوز.
- ولادیمیر هواکوئیر به عنوان نیکولای کاستیلو.
- سباستین رامیرز در نقش خاویر روخاس.
- پابلو موزا در نقش بنیامین کانتو.
- سرجیو دیاز در نقش خوزه کارو.
- روبرتو کوبیان در نقش لوئیز فرناندز.
- سرژ سانتانا در نقش سرخیو لانوس.
- ماریچیو روا به عنوان ال اوسو.
- سزار کوینتانیلا به عنوان ال اکونو.
- خولیو فوئنتس در نقش الخاندرو لیرا.
- میگل تورو در نقش بنیتو آلیاگا.
- آلبرتو النا در نقش گاستون ولاسکز.
- آمیا کاردمیل در نقش ماتیلد.
- سیمون بلتران به عنوان بوریس.
- خیمه مونوز در نقش خواکین.
- فرانکو ویدال در نقش فیلیپ اوزوریو.
- خوان دیاز گارای به عنوان سردار دروگت.
- یرکو گارسیا به عنوان سولورزا.